# Возови Холокауста
Возови Холокауста је назив за жељезничке руте које су користили њемачки нацисти и њихови сарадници како би присилно депортовали Јевреје и друге жртве Холокауста у нацистичке Логоре смрти.
Већина историчара се слаже у оцјени, да без масовног жељезничког превоза, Холокауст, у размјерама у којима се десио, не би био могућ.

## Улога возова у провођењуКоначног решења
Нацисти су користили жељезнице за превоз жртава холокауста у двије етапе:
- Прво су жртве превозили у Гета или логоре за присилни рад, одвајајући их на тај начин од остале популације;
- Након што су издвојили своје жртве, почели су да их превозе у Логоре смрти

Дакле, темпо убијања зависио је од два фактора:
- Капацитета и брзине којом су жртве убијане, и њихова тијела спаљивана или на други начин уклањана у логорима смрти,
- Капацитета жељезница односно њихове могућности да превезу што више жртава до одредишта.

Процјене о броју жртава холокауста, и данас се дијелом заснивају на подацима њемачких жељезница из тог периода.

## Путовање
Први возови кренули су 16. октобра 1941. године, и превозили су Јевреје из централне Њемачке у Гета на истоку. Ови возови називани су посебним возовима.
Возови су се понекад састојали од вагона за путнике треће класе, али углавном се радило о теретним вагонима и вагонима за стоку. У једном вагону налазило се између 50 и 150 путника, односно жртава које су превожене у Гета, а касније и у логоре смрти. Током путовања, путницима није давана храна, а само су неки вагони имали нужник. У вагонима није било одговарајуће вентилације, постојао је само мали отвор који није био довољан, тако да су многи умрли од гушења.
Понекад нацисти нису имали довољно вагона како би организовали превоз до логора смрти, тако да су жртве морале чекати и по неколико дана у тзв. чекаоницама, односно простору у којем није било могуће сјести због претрпаности. Такође се морало чекати да прођу важни војни возови како би се наставио превоз, тако да је просјечно путовање трајало између 4 и 5 дана. Најдужи транспорт био је од Крфа у Грчкој, и трајао је 18 дана. Када би воз из Крфа стигао до логора смрти, већина људи у вагонима су већ били мртви.
И на другим рутама многи путници умирали су током самог превоза. СС официр Курт Гернштајн написао је у једном свом извјештају да је свједочио доласку воза са 45 вагона у логор смрти Белзец. У вагонима се налазило 6700 људи, од којих је 1450 већ било мртво.
Након доласка возова у логоре смрти, жртве су разврставане, тако да су стари, дјеца, болесни и слаби одмах убијани, а остали су коришћени за присилни рад, који је укључивао и закопавање мртвих у масовним гробницама.

## Бројке
Већина возова вукла је између 50 и 55 вагона, а у сваком вагону налазило се најмање 50 људи (према упутствима из СС приручника), међутим вагони су често били претрпани тако да су поједини превозили и до 150 људи. То значи да је сваки воз превозио између 2500 и 5000 људи, а неки чак и до 7500 људи. До краја рата било је организовано преко 1600 транспорта у логоре смрти, ако је у сваком возу било најмање 2500 људи, то значи да је најмањи број жртава 4 милиона.

#### Плаћање
Већина Јевреја је била присиљена да плаћа свој превоз у логоре смрти, њима је обично говорено да иду на рад на исток. Дјеца су плаћала пола цијене. Они који су били сиромашни и који нису могли платити превоз су превожени први, док су они богатији превожени касније. Процјењује се да су Њемачке жељезнице од овог превоза зарадиле око 240 милиона марака.